# Grosbois-en-Montagne
Grosbois-en-Montagne is een gemeente in het Franse departement Côte-d'Or (regio Bourgogne-Franche-Comté) en telt 114 inwoners (2009). De plaats maakt deel uit van het arrondissement Dijon.

## Geografie
De oppervlakte van Grosbois-en-Montagne bedraagt 14,6 km², de bevolkingsdichtheid is dus 7,8 inwoners per km².
De onderstaande kaart toont de ligging van Grosbois-en-Montagne met de belangrijkste infrastructuur en aangrenzende gemeenten.

## Demografie
Onderstaande figuur toont het verloop van het inwonertal (bron: INSEE-tellingen).